# Simonswolde
Simonswolde ist ein Ortsteil der Gemeinde Ihlow im Landkreis Aurich in Ostfriesland. Der Ort hatte im Januar 2022 1601 Einwohner.

## Lage
Simonswolde liegt auf einem Geestvorsprung, von Hoch- und Niedermoor umgeben. Vor der Luciaflut lag der Ort etwa einen Kilometer weiter südwestlich.

## Geschichte
Im 12. Jahrhundert wurde Simonswolde als „Simonn Walden“ erwähnt, was so viel wie „dem Simon Petrus geheiligter Wald“ bedeuten sollte, 1287 lautete der Ortsname „Sunesdeswalde“, möglicherweise der heidnischen Gottheit Sunna gewidmet, und 1436 wird das Dorf als „Symeswolde“ urkundlich erwähnt. 1431 soll es Simiswalde geheißen haben.
Bei Grabungen wurden Wohnplätze freigelegt, die vermutlich in die Zeit vom 9. bis 13. Jahrhundert zu datieren sind. Die sogenannten Bargen wurden in einer Höhe von fünf bis sechs Metern aufgeworfen, auf denen dann eine Kirche von 45 Meter Länge und 15 Meter Breite gebaut sowie ein Kirchhof angelegt wurden. Am 14. Dezember 1287 wurde das Dorf durch die Luciaflut zerstört und nach Nordosten verlegt.
Gegen Ende des Hochmittelalters bildete Simonswolde mit Riepe, Ochtelbur und Bangstede das Süderland, war aber als Gemeinde selbstständig und fiel 1453 bis 1631 durch Wiard von Uphusen an Oldersum. Während des Dreißigjährigen Krieges (1618–1648) ist Simonswolde wegen seiner abseitigen Lage von größeren Überfällen verschont geblieben und wurde 1631 an die Stadt Emden verkauft.
Bekannt war Simonswolde vor allem durch den Butterhandel geworden, die bis nach Braunschweig und ins Ruhrgebiet geliefert wurde. Als auch die Zeit der Webereien und Besenbindereien zu Ende ging, emigrierten viele Einwohner nach Nordamerika, wovon die Nachnamen Heidebrink, Mölendorp, Sybering in Illinois und Iowa zeugen.
Am 1. Juli 1972 wurde Simonswolde in die neue Gemeinde Ihlow eingegliedert.

## Politik
Der Ortsrat, der den Ortsteil Simonswolde vertritt, setzt sich aus fünf Mitgliedern zusammen. Die Ratsmitglieder werden durch eine Kommunalwahl für jeweils fünf Jahre gewählt. Die aktuelle Amtszeit begann am 1. November 2021 und endet am 31. Oktober 2026.
Bei der Kommunalwahl 2021 ergab sich folgende Sitzverteilung:
| Ortsrat 2021Insgesamt 5 Sitze - SPD: 3 - UWG: 1 - CDU: 1 |

## Sehenswürdigkeiten
In der nach Westen verlängerten Simonswoldmer Kirche befindet sich eine sehenswerte mittelalterliche Grabplatte aus rotem Sandstein, auf der eine betende Menschengestalt dargestellt ist. Die Orgel von Hinrich Just Müller ist von überregionaler Bedeutung. Sie wurde 1777 auf der ein Jahr zuvor eingebauten Empore eingebaut. Orgel und Empore befinden sich zwischen der Kanzel und Apsis und sind somit für den Besucher direkt beim Eintreten zu sehen.
In unmittelbarer Nähe von Simonswolde befindet sich das Sandwater, ein Binnensee, der unter Naturschutz steht.

## Sand+WaterWerk
In dem seit 2005 geschlossenem Schwimmbad wurde durch den gemeinnützigen Trägerverein Sand+WaterWerk e. V. ein Naturerfahrungsraum, soziokultureller Treffpunkt und außerschulischer Lernort für Kindergärten und Grundschulen geschaffen.

## Veranstaltungen
Ein bedeutendes jährlich stattfindendes Ereignis ist der Flohmarkt. Jedes Jahr am letzten Sonntag im August finden sich tausende Menschen in dem Ort ein.